# Suicídio por ingestão de sangue de touro
Suicídio por ingestão de sangue de touro, na mitologia e histórica greco-romanas, é uma forma de suicídio em que a pessoa bebe sangue de touro, considerada, pelos antigos, como uma forma de veneno.
Dentre os vários personagens que morreram desta forma estão Esão, Midas, Aníbal  e Temístocles. P. Gemsage sugere que sangue de touro poderia ser uma expressão idiomática, designando uma outra substância; por outro lado, ele não dá crédito aos relatos das mortes de Esão e Midas, por serem em uma era mitológica, nem de Temístocles e Aníbal, considerando, no caso de Temístocles, um erro de interpretação e, no caso de Aníbal, porque este já carregava veneno consigo. Segundo C. J. Thompson, provavelmente algum veneno vegetal potente, como a cicuta, vinha misturado com o sangue do touro.

## Literatura moderna
- Bull's blood as an ancient poison, Ryś A, et al., Przegl Lek. 2011;68(8):480-2. Este artigo apresenta tradições antigas sobre envenenamento por sangue de touro, e as explicações modernas. Fontes literárias grecas e romanas são comparadas com os textos médicos antigos.[4]
- History of medicine: Bull's blood: a mystery of antiquity, Brain P., S Afr Med J. 1976 Jan 3;50(1):22-4. [5]